# Guteter
Guteter (Gutetter) – polski herb szlachecki z indygenatu.

## Opis herbu
Opis zgodnie z klasycznymi regułami blazonowania:
W polu czarnym, na trójwzgórzu złotym, mur czerwony o trzech blankach i bramie otwartej, srebrnej, za którym mąż w zbroi złotej, przepasany pasem czarnym z trzema guzami złotymi, trzymający halabardę błękitną, po którego lewej stronie gałąź palmowa srebrna.
Nad hełmem w koronie, klejnot - pół męża zbrojnego jak w godle.
Labry czarne, podbite złotem.

## Najwcześniejsze wzmianki
Zatwierdzony indygenatem 29 czerwca 1543 Fryderykowi, Janowi, Jerzemu i Stanisławowi Gutetterom, potwierdzony 27 stycznia 1580.

## Herbowni
Guteter - Gutetter, Olewiński.